# Rhinolophus affinis
Espèce
Répartition géographique
Statut de conservation UICN

 LC  : Préoccupation mineure
Rhinolophus affinis, communément appelé Rhinolophe intermédiaire, Rhinolophe fer à cheval intermédiaire ou Fer à cheval intermédiaire, est une espèce de chauve-souris de la famille des Rhinolophes très répandue à travers l'Asie du Sud, le sud et centre de la Chine et de l'Asie du Sud-Est. Elle est répertoriée par l'UICN comme Espèce de préoccupation mineure car commune dans son habitat et sans menace majeure connue.

## Description

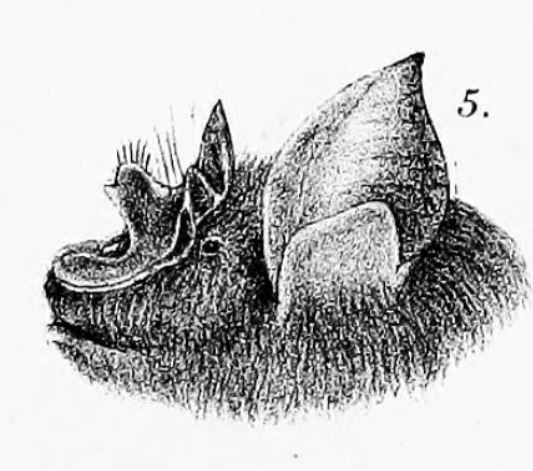
Tête de Rhinolophus affinis (illustration).

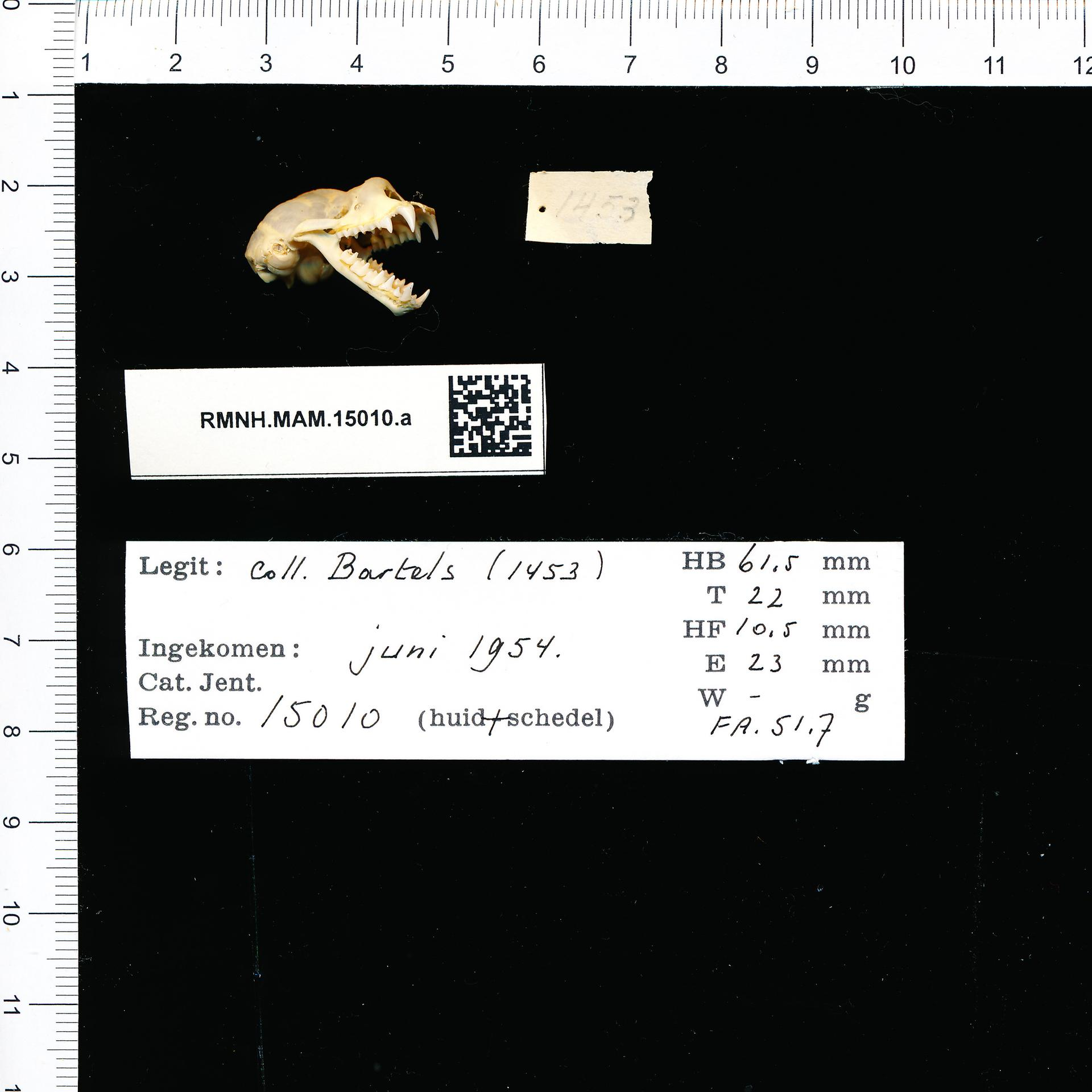
Crâne de Rhinolophus affinis.

D’une taille plus petite que le Grand fer à cheval (Rhinolophus ferrumequinum), le Rhinolophe intermédiaire a une longueur de tibia de 20-25 mm, une membrane alaire longue, le 4e et 5e métacarpes de même longueur et légèrement plus long que le 3e, le lobe nasal en fer à cheval grand, fourrure de couleur brune, prémolaire (P2) de la mâchoire supérieure petite, canines et grande prémolaire (P4) se rejoignant presque.

## Répartition et habitat
Rhinolophus affinis se rencontre au Bangladesh, au Bhoutan, à Brunei, en Chine, en Inde, en Indonésie, en Malaisie, en Birmanie, au Népal, en Thaïlande et au Vietnam.

## Écologie
On le trouve à la fois dans les hautes terres humides de l'ouest et dans les plaines orientales plus tropicales.
Les gîtes rassemblent les deux sexes, avec très peu ou pas de ségrégation spatiale.
La fréquence d’écholocation va de 73 à 80 kHz. Les femelles n’élève qu’un petit à la fois.

## Zoonose
Le virus RaTG13, isolé à partir d’une chauve-souris de l’espèce Rhinolophus affinis collectée dans la province chinoise du Yunan, a  été décrit comme très proche du virus SARS-CoV-2 responsable de la pandémie de COVID-19, les séquences de leur génome étant identiques à 96 %,.

## Liste des sous-espèces
Selon Catalogue of Life (17 mars 2020) :
- sous-espèce Rhinolophus affinis affinis Horsfield, 1823
- sous-espèce Rhinolophus affinis andamanensis Dobson, 1872
- sous-espèce Rhinolophus affinis hainanus Allen, 1906
- sous-espèce Rhinolophus affinis himalayanus K.Andersen, 1905
- sous-espèce Rhinolophus affinis macrurus K.Andersen, 1905
- sous-espèce Rhinolophus affinis nesites K.Andersen, 1905
- sous-espèce Rhinolophus affinis princeps K.Andersen, 1905
- sous-espèce Rhinolophus affinis superans K.Andersen, 1905
- sous-espèce Rhinolophus affinis tener K.Andersen, 1905